# Trzecia córka
Trzecia córka lub Córki-matki (org. Дочки-матери) – melodramat produkcji radzieckiej z 1974 roku w reż. Siergieja Gierasimowa.

## Opis fabuły
Pewnego dnia w moskiewskim mieszkaniu Jeleny Aleksiejewnej zjawia się dziewczyna imieniem Olga i oświadcza gospodyni, że jest jej córką. Olga przybywa z dalekiego Swierdłowska i jej wizyta jest pełnym zaskoczeniem dla wszystkich domowników, a zwłaszcza dla samej gospodyni. Olga wyjaśnia niczego nie rozumiejącej Jelenie, że jest jej porzuconym tuż po urodzeniu dzieckiem, a na dowód przedstawia list, którego autorką jest kobieta o podobnie brzmiącym co gospodyni imieniu i nazwisku. Wszystko wskazuje na to, że cała sytuacja jest nieporozumieniem. Olga spędza jednak u gościnnych gospodarzy kilka dni. Pobyt tej prostej, lecz szczerej dziewczyny w mieszkaniu inteligentów, jakimi są Jelena – nauczycielka baletu i jej mąż Wadim – wykładowca matematyki w jednym ze stołecznych uniwersytetów, staje się swoistą konfrontacją pewnych postaw życiowych i charakterów ówczesnego społeczeństwa radzieckiego. Olga to prosta i szczera dziewczyna, która mówi to, co myśli, najważniejsze są dla niej praca i nauka, jest daleka od wzorców życia wielkomiejskiej społeczności. Trudno jej odnaleźć się w blichtrze stolicy. Wprawdzie jest w stanie nawiązać dobre relacje i znaleźć zrozumienie u życzliwej Jeleny, jednak nie bardzo rozumie niespełnionego i pełnego kompleksów Wadima, zupełnie daleka jest od dwóch dorastających córek Jeleny, reprezentujących sobą postawę życiową opartą na egoizmie.
Po powrocie do macierzystego Swierdłowska Olga postanawia przed koleżankami i współpracownicami w przedszkolu odgrywać rolę spełnionej córki, która odnalazła swoją matkę. Na lewo i prawo opowiada wszystkim o odnalezionej matce – nauczycielce baletu klasycznego w Moskwie. Jej ostatnie złudzenia rozwiewają się, gdy otrzymuje od Jeleny list, w którym ta informuje ją o miejscu pobytu jej prawdziwej matki oraz jej alkoholowej przypadłości, co udało się jej ustalić dzięki moskiewskim znajomościom. Olga „nie odpuszcza” – w ostatniej scenie filmu wsiada do pociągu jadącego do miasta, w którym przebywa jej matka.

## Obsada aktorska
- Lubow’ Poliechina – Olga
- Tamara Makarowa – Jelena
- Innokientij Smoktunowski – Wadim
- Siergiej Gierasimow – Piotr Worobiow
- Swietłana Smiechnowa – Ania, córka Jeleny
- Larisa Udowiczenko – Gala, córka Jeleny
- Zurab Kipiszydze – Rezo
- Boris Baczurin – kolega Olgi z zakładów „Uralmasz”
- Lubow’ Kałużnaja – koleżanka Olgi z pracy w przedszkolu
- Tatiana Parkina – koleżanka Olgi z pracy w przedszkolu
- Walientuna Chmara – koleżanka Olgi z pracy w przedszkolu
- Tatiana Nikitina – koleżanka Olgi

i inni.